# Campylopus torfaceus
Campylopus torfaceus là một loài rêu trong họ Dicranaceae. Loài này được Bruch & Schimp. mô tả khoa học đầu tiên năm 1847.